# Château de Marmande
Pour les articles homonymes, voir Marmande.
Le château de Marmande est un ancien château fort, de nos jours ruiné, dont les vestiges se dressent sur la commune française de Vellèches dans le département de la Vienne, en région Nouvelle-Aquitaine.
Le château est classé au titre des monuments historiques.

## Localisation
Le château est bâti sur une haute colline longeant un vallon affluent, en rive gauche, de la Vienne, au nord de Châtellerault, sur la commune de Vellèches dans le département de la Vienne. De là-haut, le regard embrasse une partie du plateau poitevin.

## Historique
Une entreprise de restauration du site débute en janvier 2018.
En novembre 2020, la tour de guet reçoit une charpente neuve et une toiture, posées avec une grue. Les échafaudages sont déposés en janvier 2021.

## Description
Le château, posé en proue, occupe le bout de la haute colline sur laquelle il a été bâti. Son donjon, haut de 32 m, est surmonté d'une guette. L'enceinte est bordée par un fossé qui isole l'ensemble de l'arrière pays.

## Protection
Le château de Marmande avec tous les bâtiments et les vestiges enfouis ou non, ainsi que le sol des parcelles sur lesquelles s'élève cet ensemble, ainsi que le chemin d'accès au château est classé en totalité au titre des monuments historiques par arrêté du 20 mai 2015.